# Jorge Inostroza Paredes
Jorge Inostroza Paredes (Punta Arenas, Chile, 19 de octubre de 1991). Juega de Defensor por izquierda y su último club profesional fue Deportes Puerto Montt. Nació futbolísticamente en el Deportivo Prat e hizo divisiones inferiores en el Universidad Católica.

## Clubes
| Club                  | País  | Año         |
| --------------------- | ----- | ----------- |
| Barcelona             | Chile | 2010 - 2012 |
| Deportes Puerto Montt | Chile | 2013 - 2014 |
| Deportivo Prat        | Chile | 2014 - 2016 |

- Datos: Q5935315